# خلية كبيرة النواة
خلية نواء أو خلية كبيرة النواة (بالإنجليزية: Megakaryocyte)‏ هي إحدى خلايا نخاع العظم وهي المسؤولة عن إنتاج الصفائح الدموية اللازمة لعملية التخثر. وتشكل الخلية كبيرة النواة ما يقارب 1 لكل 1000 من خلايا نخاع العظم.

## التركيب
خلية النواء هي أكبر خلايا نخاع العظم حجماً بقطر يتراوح بين 50 -100 ميكرومتر (μم)، أي 10-15 ضعف حجم كرة الدم الحمراء. و لخلية النواء القدرة على مضاعفة عدد DNA دون انقسام الخلية مما يجعل حجم النواة كبير مقارنة بالحجم الكلي للخلية. و قد يصل عدد RNA إلى 32 ضعف العدد الطبيعي في الخلايا الأخرى (64 N).

## الصفائح الدموية
تقوم خلية النواء بإنتاج الصفائح الدموية تحت تأثير هرمون الثرمبوبويتين الناتج من الكبد. والصفائح الدموية عبارة عن أجزاء من سيتوبلازم خلية النواء محاطة بجزء من الغشاء الخلوي.

## تكون النواءات
تكوّن النوّاءات (بالإنجليزية: Megakaryocytopoiesis)‏ هي العملية التي تتطور فيها الخلايا السلفية في نخاع العظم إلى خلايا نواء ناضجة والتي بدورها تنتج صفيحات دموية يحتاجها الجسم في عملية الإرقاء.